# Утеховичи
Утеховичи (укр. Утіховичі) — село в Перемышлянской городской общине Львовского района Львовской области Украины.
Население по переписи 2001 года составляло 271 человек. Занимает площадь 1,74 км². Почтовый индекс — 81243. Телефонный код — 3263.